# Kiểm tra Fermat
Kiểm tra Fermat là một thuật toán xác suất kiểm tra một số tự nhiên là hợp số hay là số nguyên tố.

## Khái niệm
Định lý nhỏ Fermat phát biểu rằng nếu p là số nguyên tố và {\displaystyle 1\leq a<p}, thì
{\displaystyle a^{p-1}\equiv 1{\pmod {p}}}.
Nếu ta muốn kiểm tra số n có là nguyên tố không, ta lấy ngẫu nhiên các số a' và kiểm tra xem đẳng thức trên có đúng không. Nếu nó không đúng với một giá trị a nào đó thì n là hợp số. Nếu đẳng thức đúng với nhiều giá trị của a, ta có thể nói rằng n là số nguyên tố với xác suất nào đó, hay là một số giả nguyên tố (pseudoprime).
Có thể phép thử sẽ cho ta một kết quả sai.
Số a mà
{\displaystyle a^{n-1}\equiv 1{\pmod {n}}}
trong khi n là hợp số được gọi là một giả Fermat.
Còn nếu có số a mà
{\displaystyle a^{n-1}\not \equiv 1{\pmod {n}}}
thì a được xem như một bằng chứng Fermat chứng tỏ n là hợp số.

## Thuật toán và thời gian thi hành
Thuật toán có thể viết như sau:
Inputs: n: giá trị để kiểm tra tính nguyên tố; k: tham số tham gia vào quá trình kiểm tra
Output: hợp số nếu n là hợp số, nếu không nguyên tố xác suất
repeat k times:
lấy a ngẫu nhiên trong [1, n − 1]
if an − 1 mod n ≠ 1 then 
return composite
return probably prime
Khi dùng thuật toán tính nhanh luỹ thừa theo mođun, thời gian thi hành của thuật toán là O(k × log3n), ở đó k là số lần kiểm tra với mỗi số a ngãu nhiên, và n là giá trị ta muốn kiểm tra.

## Khả năng vận dụng
Có khá nhiều giá trị của n là các số Carmichael mà với tất cả  các giá trị của a sao cho ƯCLN(a,n)=1 là giả Fermat. Mặc dù các số Carmichael là rất hiếm, nhưng phép thử Fermat rất ít được dùng so với các phương pháp khác như kiểm tra Miller-Rabin hay kiểm tra Solovay-Strassen.
Nói chung, nếu n không là số Carmichael thì ít nhất một nửa các số
{\displaystyle a\in (\mathbb {Z} /n\mathbb {Z} )^{*}}
là bằng chứng Fermat. Để chứng minh điều này, giả sử a là một bằng chứng Fermat và a1, a2,..., as là giả Fermat. Khi đó
{\displaystyle (a\cdot a_{i})^{n-1}\equiv a^{n-1}\cdot a_{i}^{n-1}\equiv a^{n-1}\not \equiv 1{\pmod {n}}}
và do đó tất cả a × ai for i = 1, 2,..., s là bằng chứng Fermat.